# Gioventù alla sbarra
Gioventù alla sbarra è un film del 1953 diretto da Ferruccio Cerio.

## Trama
Marco, un modesto impiegato, è innamorato, ricambiato, di Franca, ragazza di buona famiglia, ma non è in grado di sposarla. Lei, in preda allo sconforto, tenta di uccidersi. Marco, tentando di risolvere la situazione, consigliato da un amico si mette a commerciare in automobili, la cui provenienza è poco pulita, riuscendo a guadagnare molto. Ma Franca non approva questa attività e i rapporti fra i due diventano difficili. Marco diventa l'amante della canzonettista Flora, e vende al protettore di lei un'auto rubata. Ma l'uomo scopre l'imbroglio ed esige la restituzione del denaro o farà denuncia. Marco allora tenta di rubare i gioielli all'amante ma, sorpreso, la aggredisce e crede di averla uccisa. Fugge ma viene arrestato. Sua madre e Franca riescono, con gravi sacrifici, a raccogliere la somma necessaria e convincono Flora a ritirare la denuncia. Il giudice, di fronte al caso ha una grave crisi di coscienza, e alla fine ritiene che il giovane meriti di essere recuperato tramite il perdono; firma il non luogo a procedere ma rassegna le proprie dimissioni.

## Produzione
Prodotto da Armando Franci il film venne girato negli studi De Paolis in via Tiburtina a Roma.

## Distribuzione
Il film fu distribuito nelle sale cinematografiche italiane il 12 marzo del 1953.

## Critica
"È un altro film sui problemi della gioventù nel clima del dopo guerra ed è un lavoro di qualche interesse sia per la trama che per la realizzazione. La sceneggiatura e la regia rivelano impegno e sensibilità, più di quanto si può trovare in film che rientrano nella produzione corrente. Ad affermare il tono dignitoso del lavoro contribuiscono gli interpreti". (U. Tani, "Intermezzo", n. 14/15 del 15/8/1954)